# Rue de Richemont
Pour les articles homonymes, voir Richemont.
La rue de Richemont est une voie du 13e arrondissement de Paris. 

## Origine du nom
L'origine de son nom renvoie à la personne d'Arthur III de Bretagne, comte de Richemont (1393-1458), connétable de France sous Charles VII.

## Historique
Ancien chemin vicinal de la commune d'Ivry tracé sur le plan de Roussel de 1730, cette voie est dénommée « petite rue de la Croix-Rouge », puis « chemin de la Croix-Rouge ». La voie n'est pas mentionnée au décret de classement dans la voirie de Paris en 1863.
Elle prend le nom de « rue de Richemont » par arrêté du 1er février 1877.

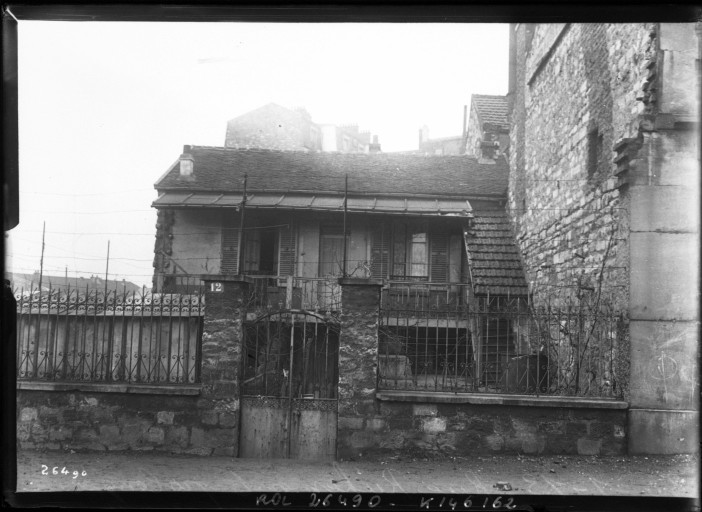
Une maison de la rue de Richemont prolongée (1913).
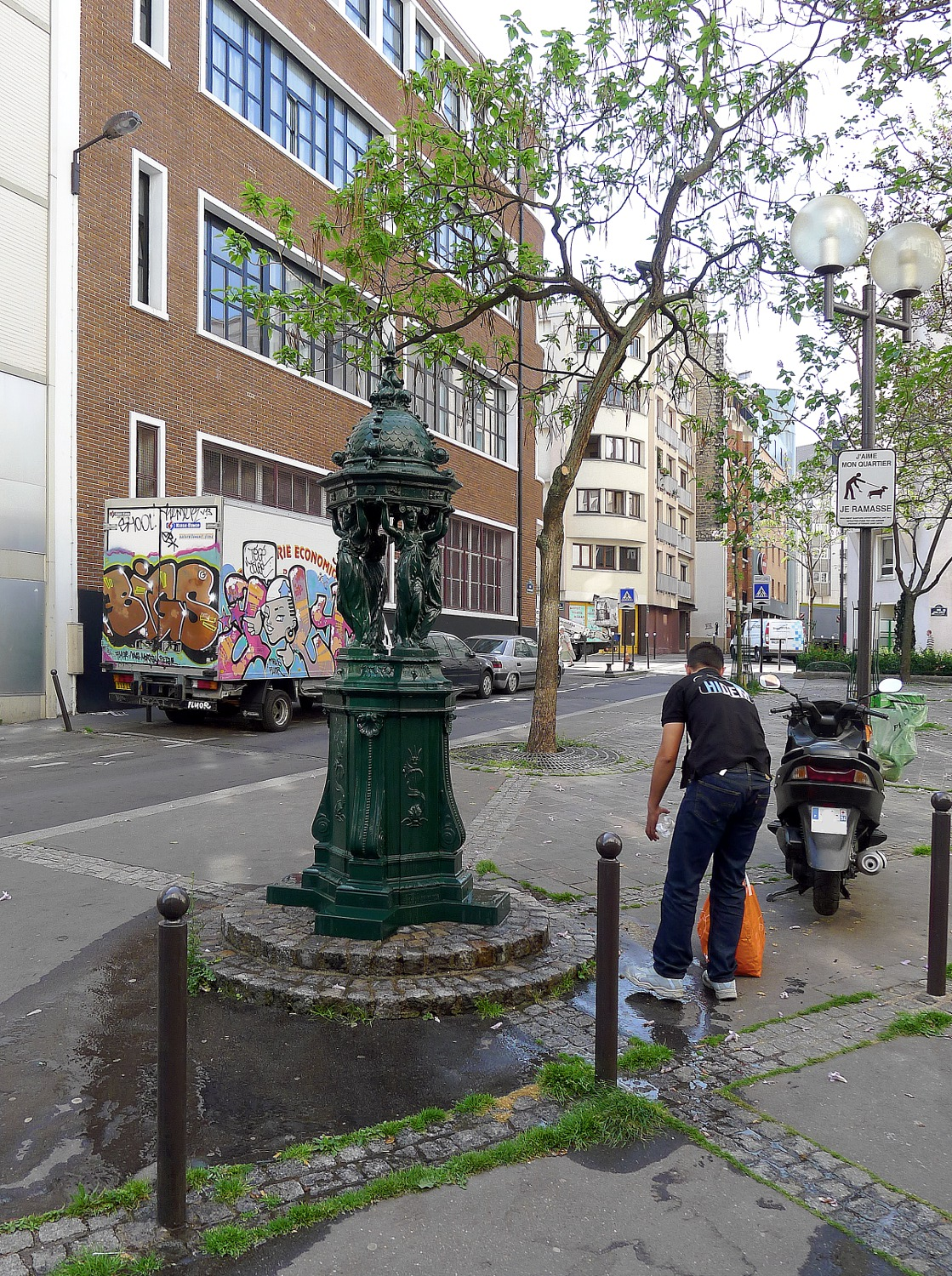
Fontaine Wallace à l'intersection des rues de Richemont et de Domrémy (2011).